# László Benedek
László Benedek (även stavat Laslo Benedek), född 5 mars 1905 i Budapest i dåvarande Österrike-Ungern, död 11 mars 1992 i stadsdelen Bronx i New York, var en ungerskfödd amerikansk filmregissör och filmfotograf, mest känd för att ha regisserat Vild ungdom från 1953.

## Filmografi i urval
- 1948 – Banditen som kysstes
- 1949 – Narkotika
- 1951 – En handelsresandes död
- 1953 – Vild ungdom
- 1954 – Bengalen i uppror
- 1971 – Papegojan